# Juan de Tartas
Juan de Tartas (en euskera, Tartaseko Joan; en francés, Jean de Tartas; y, también, erróneamente conocido como Ivan Tartas) fue un clérigo y escritor suletino en lengua vasca nacido, probablemente, en 1610 (la fecha de su muerte es desconocida). 
Se han conservado dos obras suyas de carácter religioso: la titulada Onsa hilceco bidia (Camino de buen morir), de 1666, y Arima penitentaren occupatione devotaq (Ocupaciones devotas del alma penitente), de 1672.

## Biografía
La información documental que se conserva sobre su vida es escasa y, en ocasiones, contradictoria. Así, pudo haber nacido entre los años 1610 y 1612, según Luis Villasante, en el seno de una familia de campesinos adinerados, realizando sus primeros estudios con los clérigos regulares de San Pablo de Lescar en 1624. Se cree que Sanz de Tartas, corrector del Nuevo Testamento realizado por Joannes Leizarraga en 1565, pudo haber sido su tío abuelo.
Mientras ocupaba el cargo de canónigo de la iglesia de Santa María (Donamaria, en euskera) de Olorón, fue nombrado rector de Aroue, título con el que firmó sus dos obras. A partir de 1662, año en que todavía figura como párroco de Moncayolle y L'Hôpital-Saint-Blaise, las referencias acerca de él desaparecen, hasta que, en 1673, su firma como párroco de Aroue y Tardets vuelve a ser reconocida en un discurso escrito dirigido al cardenal de Olorón.

## Obras

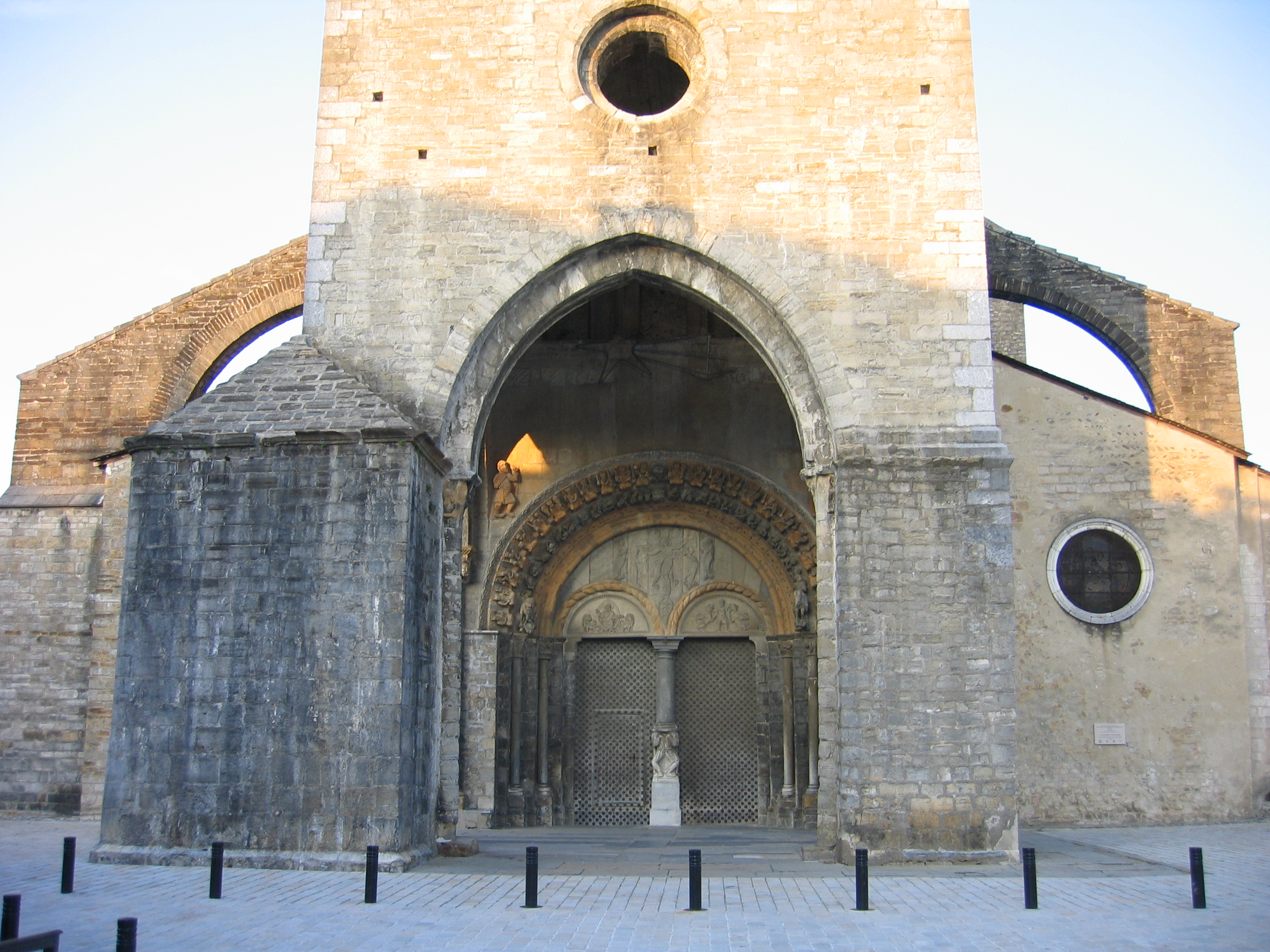
Catedral de Santa María de Olorón, de la que Tartas fue canónigo.

### Camino del buen morir(Onsa hilceco bidia), 1666
El Camino del buen morir (Onsa hilceco bidia) fue publicado en 1666, y es su obra conservada más antigua y a la vez la más estudiada y conocida. Debido al tiempo transcurrido entre la primera aprobación eclesiástica y la última (ocho años), se cree que tuvo problemas para publicar el libro, probablemente debido a la crudeza de sus ejemplos (muchos referidos a monarcas franceses) o por la abundancia de citas de autores latinos y paganos (hacia quienes muestra admiración) para justificar sus tesis. 
Según Piarres Lafitte, se trata de la muestra más antigua del dialecto suletino y la obra más estudiada de Juan de Tartas, entre otros aspectos por su prosa ágil y por sus características propias del sermón y la literatura oral.

#### Temática y estilo
Este libro de ascética explica la necesidad de preparación para morir correctamente, pues una vida buena exige una buena muerte, según las propias palabras del autor: 

"Ezta halaber hiltçe honic, ezpada, biçitçe honic, onsa hil nahidenac, behardu onsa biçi". 

Traducción: "No hay en cambio buen morir, si no hay buen vivir, quien bien quiera morir, necesita bien vivir."

Como pruebas para demostrar su tesis, el autor, siguiendo la estela de los autores de la Escuela de Sara, hace uso de abundantes citas de autores clásicos, entre los que sobresalen Aristóteles y Séneca, de la Biblia y de escritores cristianos como San Agustín. Existe cierto parecido entre esta obra con el Guero de Axular, pues ambos textos están en prosa, tienen una temática ascética, y comparten los rasgos propios del ensayo y de abundancia de citas; sin embargo, Tartas es algo más anárquico y más pobre en recursos de estilo. El libro se incluye en la corriente europea de manuales religiosos para la salvación individual.

#### Estructura
Según sus propias palabras el texto presenta la siguiente estructura:
- Capítulo 1: «lehenian... paganoen erranaz...» ("en el primero, de lo dicho por los paganos").
- Capítulo 2: «bigarrenian lege zaharreko eskritura saindiaz» ("en el segundo, de las leyes viejas de las escrituras santas").
- Capítulo 3: «Hirugarrenean lege berriaz eta elizako doktor saindiaz» ("en el tercero, de las leyes nuevas los doctor de la santa Iglesia").
- Capítulo 4: «Laugarrenian arrazoin diferentez frogatzea: ontsa hiltzeko bidia dela herioaz eta hilziaz orhitzia» ("en el cuarto, de las razones que prueban: que el camino del buen morir es acordarse del morir y la muerte").[8]

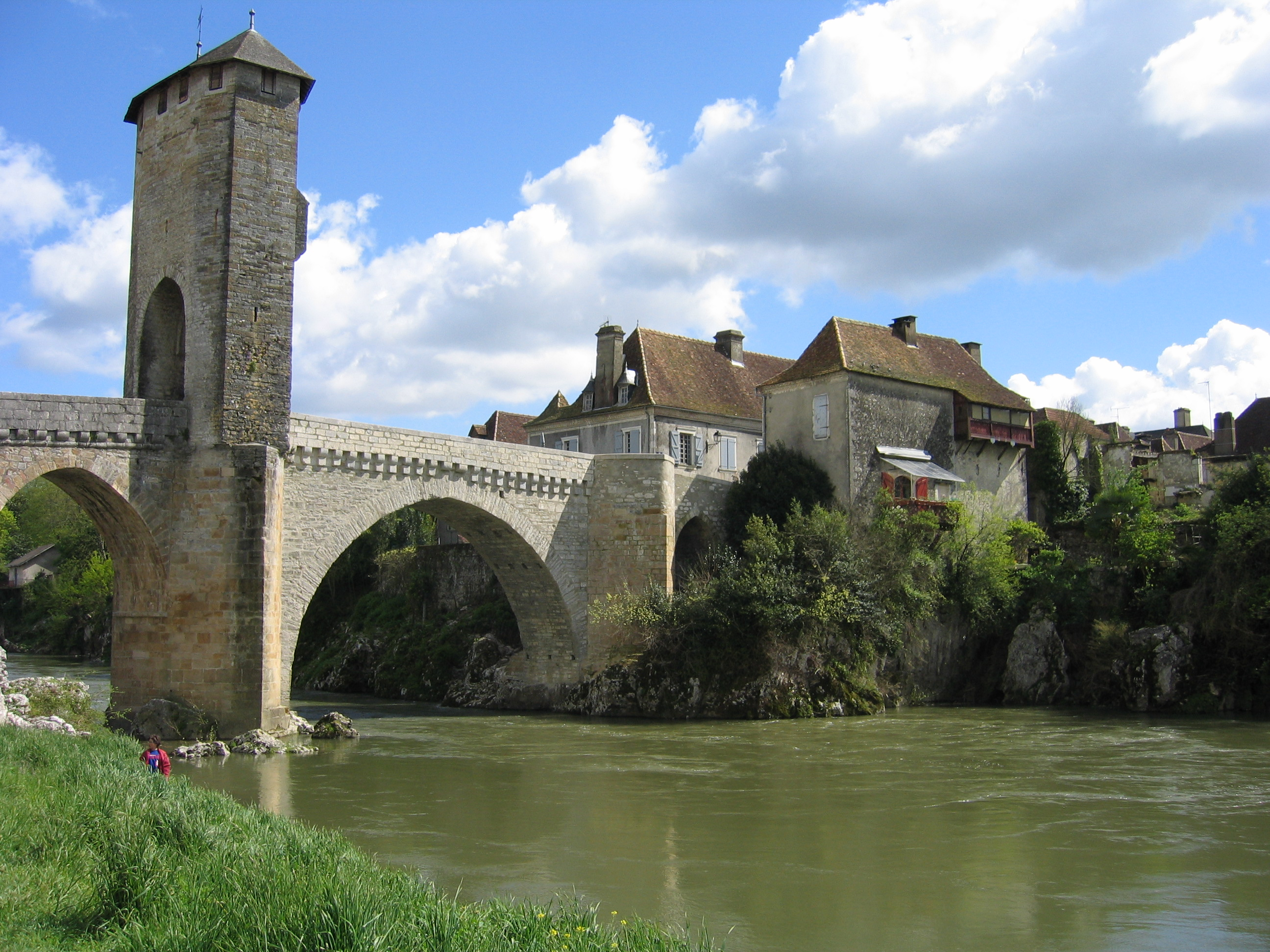
Orthez, lugar de publicación de su segunda obra y donde, probablemente, su ortografía fue cambiada por completo.

El libro termina con un apéndice que contiene oraciones en euskera, mandamientos de Dios y la iglesia católica, letanías a la Virgen María y unos versos dedicados por sus lectores (Juan de Baguaria, Bonnecase y P. Darhetz).

### Arima penitentaren occupatione devotaq(1672)
Arima penitentaren occupatione devotaq (Ocupaciones devotas del alma penitente) fue publicado en Orthez por el Impresor Real del lugar (responsable, probablemente, de la gran cantidad de errores ortográficos y de la ortografía afrancesada). Como indica el título, está compuesto por reflexiones acerca de la oración cristiana, el ayuno y la limosna, con una sección independiente del libro dedicada a cada uno de estos temas.

#### Estructura
- Introducción: redactada en francés y dirigida al rey Luis XIV de Francia y al señor conde de Troisvilles, Jean-Armand du Peyrer, a quien dedica esta obra. Se hacen referencias a alabanzas a su tierra, en especial a las de Iruri (Troisvilles).
- Capítulo 1: «Orationia zer den, haren nezesitatia, nolako behar dian izan, zer bertute eta indar dian Jinkoa baitan» ("De qué es la oración, de su necesidad, de cómo debe ser y de qué virtud y fuerza tiene en Dios"). Trata acerca de la oración, subrayando su importancia y dónde y cómo debe ser realizada.
- Capítulo 2: «Barura zer den eta haren indarrak zer diren» ("De qué es el ayuno y cuáles sus fuerzas"). Como indica el título, gira alrededor del ayuno. Utiliza un ejemplo bastante explícito acerca de un rey de Francia que prefiere no nombrar, para a continuación definir lo que es un buen ayuno; da cuatro razones para romperlo, seis ejemplos de cómo realizarlo y subraya la necesidad de la mortificación del cuerpo.
- Capítulo 3: «Zer den amoina, nola eta noiz eman behar den, zer den haren indarra eta bertutia» ("De qué es la limosna, de cuándo y cómo hay que darla y de sus fuerzas y virtudes"). Define la limosna, la justifica con tres ejemplos y narra dos hechos y tres historias relacionadas.

El texto termina con tres poemas ofrecidos al autor, en latín, francés y euskera, este último escrito por el señor Juan de Baguaria.

## Crítica
Tartas utilizó el euskera como un mero instrumento de su labor pastoral, es decir, para extender la doctrina de la Iglesia, y no como elemento estético. Sin embargo, a pesar de estas limitaciones, autores como Axular o como el propio Tartas consiguieron desarrollar un estilo consistente, con sus propios rasgos personales, como el ritmo rápido de su prosa, que lo hacen digno de aprecio y estudio aún hoy en día. La crítica valora su primera obra en especial frente a la segunda, considerada a veces «ilegible» por sus abundantes contradicciones ortográficas y ortografía afrancesada.
Tartas utiliza un lenguaje poco trabajado, pero propio y amigo de los juegos de palabras, de modo que puede decirse que la originalidad de su obra viene dada por su aspecto extraño y algo caótico según explica el profesor y filólogo carmelita Santi Onaindia.
Son conocidas las críticas hechas por Koldo Mitxelena y por el padre Luis Villasante en sus respectivas obras acerca de la literatura en euskera. He aquí el contraste en el que se basa la originalidad de su obra, según estos autores:
- Por una parte, se muestra «serio», «sabio», «erudito» y «culto». Tartas era un hábil traductor, sobre todo en los pasajes convertidos, desde el castellano, francés y latín al euskera, y muestra una erudición sorprendente en comparación con Axular, según Koldo Mitxelena y un estilo «a la manera del padre Nierember» a la hora de relatar hechos de la vida de los monarcas.[12] Según la investigación realizada por Darricarrére, es posible que estas anécdotas le valieran algún problema con la censura, pues ello justificaría el periodo de nueve años entre la primera y última aprobación.[13]

- Por otra parte, parece «vulgar», «basto» y «divertido», debido a sus juegos de palabras, a la brusquedad en las expresiones, a la crudeza de los ejemplos, etc. Al igual que los que carecen de estudios, olvida los puntos y las comas; toma el camino de la espontaneidad y de la oralidad, y eso es lo que hoy en día le da valor y prestigio.

Según los expertos, el autor juega en su prosa alternando lo que denominan azalpen-hitz («palabras-explicación») y super-hitz («super-palabras»):
- Azalpen-hitzak: se recogen tanto historias, como ejemplos y reflexiones. La función citadora es dominante y en estos pasajes utiliza en gran medida la tercera persona.
- Super-hitzetan: se pronuncian consejos, llamadas al lector y recomendaciones, muchas veces con intención de conmover al lector con su tono angustioso o intranquilo. Es la función impulsora o dinamizante la que predomina. En estos pasajes utiliza la segunda persona.

Al igual que Axular, su prosa no se aleja demasiado de la tradición oral y los sermones, aunque no está tan trabajada como la del rector de Sara, por lo que resulta algo anárquica. Paradójicamente, es ese ritmo especial de su prosa lo que la hace tan meritoria, consiguiendo reflejar la viveza que corresponde a la acción, a diferencia de los autores de su época.

### Acerca del dialecto
Koldo Mitxelena lo consideró en un principio el primer autor que escribió en suletino, pues Oihenart, aun siendo natural de Sola, se sirvió del dialecto labortano y bajo navarro en sus obras. Tartas se refiere así al dialecto utilizado en sus propias obras:

Yo no sé si mi euskera será aprobado; tiene algo de cada dialecto: la Soule, la Basse-Navarre y Laburdi le han proporcionado algo, aunque no todo. Escribí mi pobre libro en Aroue; si este lenguaje no es lo suficientemente hermoso, el euskera de allí tiene la culpa y no el vascoparlante. (ene euskera eztakit aprobatiatzen denez; bai ala ez, badu orotarik zerbait, Zuberoak, Baxanabarrek eta Lapurdik eman drauko zerbait, baina ez oro; Arue-n egin dut neure pieza pobria, hanko lengajia ezpada aski eder, hanko euskerak du ogena, eta ez euskaldunak")
Euskal Literatura I. Santi Onaindia Etor, 1972 (en euskera)

Piarres Lafitte consideró que el euskera utilizado por Tartas era ejemplo de estudio de las peculiaridades del dialecto suletino, aunque no fuera un suletino del todo limpio, debido a que no hace uso de la vocal ü y hay influencia del labortano, bajo navarro y la variante de Arue. Actualmente, y de acuerdo con la rectificación de Mitxelena, se cree que lo más probable es que Tartas utilizara el subdialecto de Amikuze del dialecto suletino.

### Alabanzas al autor
En su momento, las dos obras de Tartas fueron bastante loadas por los religiosos franceses y euskaldunes, aunque posteriormente cayeran en el olvido y no fueran recuperadas hasta siglos después. En total sus dos obras incluyen hasta nueve alabanzas, cinco en verso y cuatro en prosa, un número más que considerable para un autor que escribió en lengua vasca. Curiosamente, su figura fue olvidada en los siglos posteriores, y son escasas las referencias a este autor hasta los estudios de Patxi Altuna y Koldo Mitxelena ya en el siglo XX.
Los personajes de aquella época que escribieron alguna dedicatoria o alabanza en sus prólogos son los siguientes:

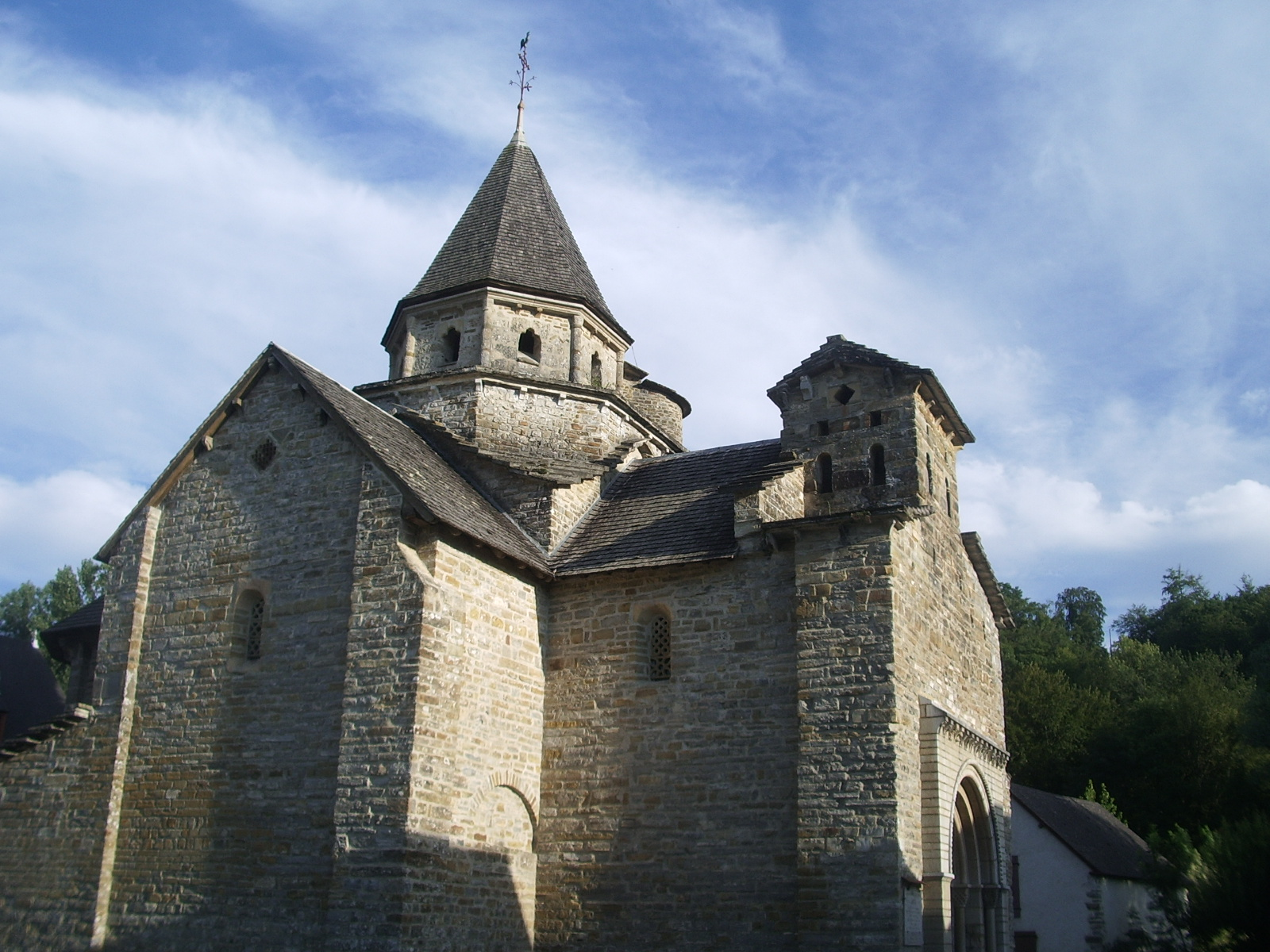
Iglesia de Ospitalepea, de donde fue párroco según su propia firma.

- A. de Cognet, rector de Atharratze, vicario de Sola.
- B. Iauregiberri, general y oficial.
- D. Irunberri, prior de Utziate y vicario de Dax.
- P. Darhetz, abogado en el parlamento y juez de Barkoitze.
- Joanes, obispo de Bayona.
- Juan de Baguaria, rector de Susmio y Camblonque.
- Bonnecase, rector de Mauleón.
- Jacobus de Casedevant, vicario de Gestas.
- D'Abbadie Costere, consejero y procurador del rey en el País de Sola.

Traducción aprox. de Autorari (al autor), de Juan de Baguaria Cambloque, rector de Susmio:
| Euskal Herriak Tartas Lauda doktor handia Euskaldun orok harzaz Dugu libru hautia Sainduki bizitzeko Hark doktrina saindia Zelurat ioaiteko Emaitendu bidia. | Euskal Herria Tartas alaba al gran doctor todos los euskaldunes este gran libro tenemos para vivir sacramente pues esa doctrina santa para ir al cielo da camino. |

### Relación con la Escuela de Sara y Axular
En relación con la literatura contemporánea en euskera, Luis Villasante afirma lo siguiente en su Historia de la literatura vasca:

Con un siglo de retraso respecto a la literatura que le rodeaba, siguiendo el gusto popular de la antigua tradición y sin estar totalmente de acuerdo con la elegante y oficial regla de la Iglesia, Onsa hiltzeko bidea necesitó más de diez años para conseguir todas las aprobaciones eclesiásticas. No es extraño para todos, comparando con la literatura vasca de la época, que el libro del suletino parezca muy inoportuno o inconveniente
(Ed. Sendo, Bilbao, 1961, pág. 92.)

Xabier Kitana cree que, aun a pesar de esto, no se puede pensar que Tartas preparara su libro con desconocimiento y de una manera destartalada. Según el lingüista, aunque el autor le dé más importancia a la historia que a la doctrina, a diferencia de Axular, y de no mostrar ese equilibrio entre citas y tesis propio del rector de Sara, no se puede decir que Tartas no fuera capaz de hacer más. Opina que esta elección de caminos literarios distintos residía en opiniones distintas.
Juan de Tartas no estaba de acuerdo con Axular y muestra de ello sería su prólogo, pues mientras el urdazubitarra dice:

«baldin hala ezpada, euskaldunek berek dute falta eta ez euskarak» ("si no fuera así, la falta la tienen los euskaldunes y no el euskera")

el suletino responde:

«[...] hanko (Arueko) lengajia ezpada aski eder, hanko euskarak dü hogena eta ez euskaldünek». ("si el lenguaje de allí no es suficientemente bello, la culpa la tiene el euskera de allí, no los euskaldunes")

Estas frases, opina el profesor citado, son las respuestas del uno al otro y dejan claro que Tartas conocía la obra de Axular y que estaba disconforme con este. El navarro, aunque en el prólogo dijera lo contrario, daba tanto al contenido como a la forma su correspondiente importancia en su obra, de ahí el aspecto «fino, elaborado y exacto» de su lenguaje. Tartas, en cambio, dio mayor importancia a lo que se expresaba que al modo en el que se hacía, es por ello por lo que su euskera es más tosco y escaso en recursos estilísticos, aunque, a pesar de ello, natural y conversacional.